# Aladár Virágh
Dans le nom hongrois Virágh Aladár, le nom de famille précède le prénom, mais cet article utilise l’ordre habituel en français Aladár Virágh, où le prénom précède le nom.
Aladár Virágh, né le 19 février 1983 à Debrecen en Hongrie, est un footballeur hongrois. Il évolue au poste de milieu de terrain.

## Biographie
Aladár Virágh joue 16 matchs en première division hongroise lors de la saison 2006-2007 puis à nouveau 21 matchs dans ce championnat lors de la saison 2007-2008.
Il joue également 5 matchs en première division chypriote lors de la saison 2011-2012 avec le club d'Anagennisi Dherynia.